# Capitação
Capitação são os impostos que são pagos para a capita (literalmente, "por cabeça"), cobrados em diversas épocas da história. O seu valor é independente do rendimento do coletado. Na época feudal era cobrado das famílias burguesas. Caso coletivo se pagava todas as cabeças e caso individual se pagava a si próprio.

## Imposto de capitação no Brasil
- No Brasil colonial, foi cobrada a partir de 1734[1] com o intuito de acabar com a "ociosidade dos negros forros e dos vadios em geral", que incluía toda a população pobre, fosse branco, negra ou mestiça. Cada dono de escravo, fosse branco, índio ou negro forro, tinha que pagar, semestralmente, sob pena de confisco do escravo e outras penas, esse imposto de 4 oitavas e 3 quartos de ouro por cabeça de escravo que possuísse. Da mesma forma, os negros[2] forros, os pretos livres[3] e os brancos pobres, que tivessem ou não escravos, caso trabalhassem com as próprias mãos, também tinham que pagar por si mesmos esse imposto, sob pena de prisão, multa, com açoites para os negros, e degredo para as reincidências previstas na Lei da Capitação, com penas diferenciadas para cada casta.[4]
- Durante a capitação os quintos deixaram de existir, descriminalizando o contrabando de ouro, permitindo a abertura de picadas e a livre movimentação do ouro em pó que ficou cotado em 1200$ (um mil e duzentos réis) à oitava (3,586 gramas). Segundo denunciou em 1749, o desembargador do Conselho Ultramar, Tomé Gomes Moreira, a capitação “ficou servindo de prêmio e utilidade para os delinquentes dos descaminhos dos quintos e de total ruína e castigo para os inocentes, (…).[5] Os ricos contratadores, banqueiros, agiotas e grandes comerciantes nunca ganharam tanto com os seus negócios nas Minas Gerais, pois, além de não terem mais que recolher os quintos - que com a Capitação passaram a ser pagos em maior parte pelos pobres - puderam levar para fora, não só o ouro em pó, mas também os diamantes, estes, em razão do total enfraquecimento da fiscalização do fluxo destas riquezas. Porém, acabaram prejudicando os seus próprios negócios, como na fábula do ganancioso que matou a sua galinha que botava ovos de ouro.
- Tarcísio José Martins, em seu livro Quilombo do Campo Grande - A História de Minas que se Devolve ao Povo,[6] comprovou documentalmente que o Sistema Tributário da Capitação e a ação nefasta de Gomes Freire de Andrade, 1.º Conde de Bobadela, além de terem causado a deserção e levado a Capitania das Minas Gerais à última miséria, como declarou o próprio marquês de Pombal,[7] foi também a causa direta do resultado Confederação Quilombola do Campo Grande, cujas povoações compuseram o famoso Quilombo do Campo Grande, tendo por capital o Quilombo do Ambrósio, e o maior genocídio brasileiro dos anos setecentos, em 1741–1743, 1746 e em 1759~60, abrangendo os atuais Centro-sul, Centro-Oeste, Alto Paranaíba, Triângulo e Sudoeste Mineiros.
- Esse desastre tributário, como se sabe, também se deveu à inventiva de Alexandre de Gusmão, autor também dos pressupostos e articulações iniciais do chamado Tratado de Madrid, que gerou outro genocídio contemporâneo, também implementado por Gomes Freire de Andrade, este, dos índios das missões jesuítas, no Sul do Brasil.